# Punta Alta
Punta Alta is een plaats in het Argentijnse bestuurlijke gebied Coronel Rosales in de provincie Buenos Aires, 20 kilometer zuidoost van Bahía Blanca. De plaats telt 57.296 inwoners.
De stad ligt in de buurt van de Atlantische Oceaan, naast de marinebasis Port Belgrano, waar de Argentijnse marinevloot is gevestigd. De activiteiten draaien om de marinebasis Puerto Belgrano, de grootste van Argentinië. Punta Alta is ook de stad waar de eerste elektrische coöperatie in Argentinië werd opgericht (1927).

## Demografie
Bij de telling van 1980 werden er 56.620 inwoners geregistreerd. Voor de volkstelling van 1991 was er een lichte daling van 56.427 en in 2001 nam het inwoneraantal toe met 57.296 inwoners. De bevolkingsgroei stagneerde tot 1991. Met de telling van 2001 werd een lichte verbetering waargenomen. De volkstelling van 2010 toonde een toename van slechts 1% van de bevolking, met 31.400 vrouwen en 30.200 mannen.